# 그레타 니센

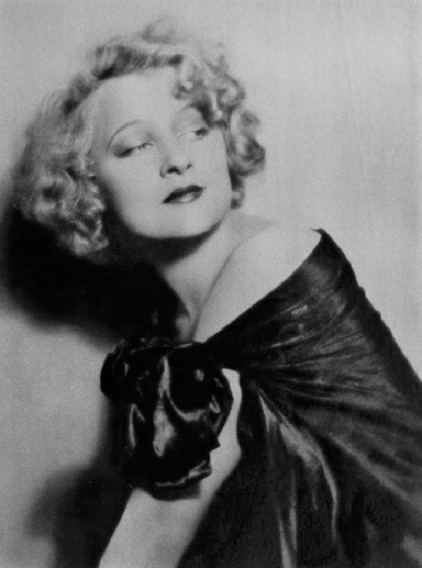

그레타 니센(노르웨이어: Greta Nissen, 1906년 1월 30일 ~ 1988년 5월 15일)는 노르웨이의 배우, 댄서, 연극 배우, 영화배우이다.
오슬로에서 태어났으며 몬테시토에서 사망하였다. 사인은 파킨슨병이다.

## 영화
- 멜로디 크루즈 (1933년)
- 트랜서틀랜틱 (1931년)
- 파질 (1928년)